# Политическая пепельная среда
Политическая пепельная среда (нем. Politischer Aschermittwoch) — традиционные партийные собрания немецких политиков в последний день карнавала, неотъемлемой частью которых являются оживленные дебаты и обмен шуточными оскорблениями с партиями-конкурентами.
Традиция политической пепельной среды зародилась в Баварии, но в настоящее время проводится крупнейшими партиями ФРГ по всех федеральных землях.

## История
Политическая пепельная среда ведет свое происхождение с XVI века: в 1580 году в этот день состоялось собрание пчеловодов города Фильсхофен на ежегодном скотном рынке, который таким образом превратился в площадку для обсуждения актуальных событий, а с середины XIX века — баварской политики. Тем не менее, настоящим «днем рождения» политической пепельной среды принято считать 5 марта 1919 года, когда её организовал Баварский крестьянский союз (Bayerische Bauernbund) в условиях нестабильности после революции 1918/19 года.
С 1927 года мероприятие провел Христианский союз баварских крестьян (Bayerischer Christlicher Bauernverein) в рамках политики по вытеснению с политической арены своего основного соперника — Баварского крестьянского союза.
В 1932 году помимо Христианского союза политическую среду провела Баварская народная партия (Bayerische Volkspartei), начав таким образом состязание по количеству участников.
С момента прихода к власти национал-социалистов мероприятие неоднократно проводилось НСДПГ, набирая огромное количество зрителей.
После Второй мировой войны традиции политической пепельной среды был дан новый старт. Несмотря на то, что американская военная администрация не дала официального разрешения на проведение политического собрания, уже в 1946 году председатель Баварского крестьянского объединения (Bayerischer Bauernverband) и один из основателей Христианско-демократического союза (ХДС) Алоис Шёгль выступил перед партией с политическими заявлениями.
Общенациональное признание политическая пепельная среда получила, однако, лишь в 1953 году благодаря легендарным речам многолетнего председателя Христианско-социального союза (ХСС) Франца-Йозефа Штрауса (Franz-Josef Strauss). Его ораторский талант и традиционная застольная атмосфера встреч превращали их в крайне популярное зрелище.
В 1950-60е годы мероприятие превратилось в арену политического противостояния ХДС и Баварской партии (Bayernpartei). Риторический поединок Франца-Йозефа Штрауса и председателя Баварской партии Баумгартнера (Josef Baumgartner) вошел в историю политической пепельной среды. Это стало возможным благодаря тому, что на собраниях обеих партий находились представители противника, передающие в собственный лагерь информацию о том, какие выпады были сделаны в их адрес.
В 1975 году политическая пепельная среда переместилась в Пассау, потому что небольшие заведения в традиционном Фильсхофене уже не могли вместить поток посетителей.
С течением времени политическая пепельная среда обнаружила важную функцию: она превратилась в форум для альтернативных политических группировок и обсуждений.
В настоящее время традиция политической пепельной среды помимо Баварии распространилась на другие федеральные земли. Её организуют представители всех ведущих партий Германии: ХСС, СДПГ, Свободных Избирателей, СвДП, «Зелёных», Эколого-демократической партии, Левой партии, Баварской партии, АдГ и др.
В 2005 году политическая пепельная среда впервые прошла в бундестаге. Приглашенные сатирики выступили перед депутатами с критикой «красно-зеленого» правительства.
Кроме того, 2005 год был отмечен острой критикой федерального канцлера Герхарда Шрёдера (Gerhard Schröder) главой ХСС и премьер-министром Баварии Эдмундом Штойбером (Edmund Stoiber). Он охарактеризовал политику правящей коалиции в отношении безработицы как «политику по принципу трех обезьян: ничего не вижу, ничего слышу, ничего не скажу», а политику мультикультурализма — как «ставящую под вопрос единство Германии».
9 февраля 2016 года в связи со столкновением поездов возле Бад Айблинга политические партии ФРГ отказались от участия в мероприятиях пепельной среды. В частности, такое решение приняли Христианско-социальный союз (ХСС), Социал-демократическая партия Германии (СДПГ), «Зелёные», Левая партия и Свободная демократическая партия (СвДП).

## Значение
По мнению экспертов, политическая пепельная среда играет стабилизирующую роль в немецкой политике, предоставляя членам конкурирующих партий возможность выразить свое мнение и дать выход накопившемуся недовольству. Кроме того, ей приписывается консолидирующая функция:

Партии используют «пепельную среду» для того, чтобы обличить политических противников и мобилизовать последователей, продемонстрировать чувство сплоченности своих рядов, подчеркнул политолог Томас Майер, профессор университета Дортмунда, в интервью DW-WORLD.DE. То, что при этом политики не стесняются отпускать грубые шутки, прибавляет их речам выразительности. При этом, по словам эксперта, содержание политических речей остается серьезным и служит укреплению идеологической ориентации партии. «Политическая пепельная среда перешагнула региональные и партийные границы и стала неотъемлемой частью политической коммуникации в Германии. Этот день, в котором соединяется традиция крестьянских диспутов и христианского дня покаяния — не просто повод повеселиться»— DW-WORLD.DE